# Sauromalus obesus
Sauromalus obesus är en ödleart som beskrevs av  Baird 1859. Sauromalus obesus ingår i släktet Sauromalus och familjen leguaner.
Populationens taxonomiska status är omstridd. Den listas av Reptile Database som synonym till chuckwalla (Sauromalus ater).

## Underarter
Arten delas in i följande underarter:
- S. o. obesus
- S. o. multiforminatus
- S. o. townsendi
- S. o. tumidus